# Jacques Rolland (homme politique, 1914-1999)
Pour les articles homonymes, voir Jacques Rolland et Rolland.
Jacques Rolland, né le 14 octobre 1914 à Paris (Seine) et mort le 11 septembre 1999 dans la même ville, est un homme politique français.

## Biographie
Né dans une famille d'artisans, il est reçu à l'Ecole centrale des arts et manufactures dont il sort diplômé en 1937. Directeur d'une verrerie de 1940 à 1947, il fonde le périodique Documentation économique et sociale. Député radical, membre de la commission des affaires économiques, rapporteur de la loi-cadre sur le Marché commun, il reprend en 1959 une carrière d'ingénieur et milite au Mouvement européen en faveur de la construction européenne.

## Décoration
- Officier de l'ordre de l'Économie nationale (1954)[2]

## Détail des fonctions et des mandats
Mandat parlementaire
- 2 janvier 1956 - 8 décembre 1958 : Député de la Seine